# ホーカー ヘッジホッグ
ホーカー ヘッジホッグ
- 用途：試作機（偵察機）
- 製造者：ホーカー・エアクラフト
- 運用者：不採用
- 初飛行：1924年
- 生産数：1
- 運用状況：退役

ホーカー ヘッジホッグ（Hawker Hedgehog）は、ホーカー・エアクラフト製の航空機。偵察機として開発された三人乗りの複葉機であり、1機が製造されるに留まった。

## 開発
ヘッジホッグは、イギリス空軍省の要求仕様37/22に応じて、1923年に開発が開始され、翌年初飛行した。乗員は、パイロット、オブザーバー、銃手の3名であり、機体は同世代の航空機と同様に木製の構造に布張りであった。ブリストル ジュピター IV空冷星形エンジン1基で、機首の木製2枚翅のプロペラを駆動した。
武装は前方に固定式の0.303口径（7.7mm）ヴィッカース機銃1挺、後方にスカーフリング式銃座に取り付けられた0.303口径（7.7mm）ルイス機銃1挺であった。主脚は車輪に代えて車輪付きのフロートとすることで水上機としての運用も可能とされていた。主翼は折りたたみが可能で、翼幅を16フィート7インチ半（4.87m）まで縮めることが可能であった。
試験は成功裏に終わったが、飛行テストが終了した時点で計画自体がキャンセルされた。これは、ヘッジホッグの性能が既存の偵察機であるアブロ バイソンとブラックバーン ブラックバーンを更新するには不十分なものであることによるものであった。結果、製造数は1機に留まっている。

## 要目[2]
- 乗員： 3名
- 全長： 30フィート8インチ3/4（9.36m）
- 翼幅： 40フィート1/4インチ（12.2m）
- 全高： 12フィート6インチ（3.81m）
- 翼面積： 480.7平方フィート （44.46m2）
- 空虚重量： 2,995ポンド（1,358kg）
- 運用重量： 4,791ポンド（2,173kg）
- 最大離陸重量： 4,791ポンド（2,173kg）
- エンジン： ブリストル ジュピター IV 1基 398hp（300kW）
- 最高速度：海面で120.5マイル/h（194km/h、105ノット）
- 巡航速度：89マイル/h（143km/h、77ノット）
- 失速速度：45マイル/h（72km/h、39ノット）
- 上昇限度：13,500フィート（4,115m）
- 上昇率：10,000フィート（3,044m）まで、23分59秒
- 飛行時間：2.5時間
- 武装：0.303口径（7.7mm）ヴィッカース機銃（胴体）、0.303口径（7.7mm）ルイス機銃（後席、スカーフリング式銃座）